# VfL 보훔 II
VfL 보훔 II(독일어: Verein für Leibesübungen Bochum 1848 Fußballgemeinschaft eingetragener Verein II)는 보훔을 연고로 하는 독일의 축구단, VfL 보훔의 리저브팀이었다. 2015년 6월 30일 해체되었다.

## 우승
- 란데스리가 베스트팔렌: 1975
- 베스트팔렌리가: 1982
- 오베르리가 베스트팔렌: 1999

## 역대 감독
| 감독            | 임기        |
| --------------- | ----------- |
| 베르나르트 디츠 | 1994 ~ 2001 |
| 다리우시 보시   | 2013 ~ 2014 |